# Élections législatives de 2022 dans l'Aveyron
Les élections législatives françaises de 2022 se déroulent les 12 et 19 juin 2022. Dans l'Aveyron, trois députés sont à élire dans le cadre de trois circonscriptions.

## Résultats de l'élection présidentielle de 2022 par circonscription
| Circonscription | 1er tour | 1er tour | 1er tour  |         | 2d tour | 2d tour |
| Circonscription | Macron   | Le Pen   | Mélenchon | Macron  | Le Pen  |         |
| --------------- | -------- | -------- | --------- | ------- | ------- | ------- |
| Circonscription |          |          |           |         |         |         |
| 1re             | 31,11 %  | 19,11 %  | 17,08 %   | 63,51 % | 36,49 % |         |
| 2e              | 25,80 %  | 20,14 %  | 21,47 %   | 58,20 % | 41,80 % |         |
| 3e              | 25,98 %  | 21,14 %  | 19,20 %   | 58,06 % | 41,94 % |         |

## Système électoral
Les élections législatives ont lieu au scrutin uninominal majoritaire à deux tours dans des circonscriptions uninominales.
Est élu au premier tour le candidat qui réunit la majorité absolue des suffrages exprimés et un nombre de voix au moins égal au quart (25 %) des électeurs inscrits dans la circonscription. Si aucun des candidats ne satisfait ces conditions, un second tour est organisé entre les candidats ayant réuni un nombre de voix au moins égal à un huitième des inscrits (12,5 %) ; les deux candidats arrivés en tête du premier tour se maintiennent néanmoins par défaut si un seul ou aucun d'entre eux n'a atteint ce seuil. Au second tour, le candidat arrivé en tête est déclaré élu.
Le seuil de qualification basé sur un pourcentage du total des inscrits et non des suffrages exprimés rend plus difficile l'accès au second tour lorsque l'abstention est élevée. Le système permet en revanche l'accès au second tour de plus de deux candidats si plusieurs d'entre eux franchissent le seuil de 12,5 % des inscrits. Les candidats en lice au second tour peuvent ainsi être trois, un cas de figure appelé « triangulaire ». Les second tours où s'affrontent quatre candidats, appelés « quadrangulaire » sont également possibles, mais beaucoup plus rares.

### Partis et nuances
Les résultats des élections sont publiés en France par le ministère de l'Intérieur, qui classe les partis en leur attribuant des nuances politiques. Ces dernières sont décidées par les préfets, qui les attribuent indifféremment de l'étiquette politique déclarée par les candidats, qui peut être celle d'un parti ou une candidature sans étiquette.
En 2022, seules les coalitions Ensemble (ENS) et Nouvelle Union populaire écologique et sociale (NUP), ainsi que le Parti radical de gauche (RDG), l'Union des démocrates et indépendants (UDI), Les Républicains (LR), le Rassemblement national (RN) et Reconquête (REC) se voient attribuer  une nuance propre,,.
Tous les autres partis se voient attribuer l'une ou l'autre des nuances suivantes : DXG (divers extrême gauche), DVG (divers gauche), ECO (écologiste), REG (régionaliste), DVC (divers centre), DVD (divers droite), DSV (droite souverainiste) et DXD (divers extrême droite). Des partis comme Debout la France ou Lutte ouvrière ne disposent ainsi pas de nuance propre, et leurs résultats nationaux ne sont pas publiés séparément par le ministère, car mélangés avec d'autres partis (respectivement dans les nuances DSV et DXG),.

## Résultats

### Élus
| Circonscription                                 | Député sortant  | Parti        | Parti        | Député élu ou réélu   | Parti | Parti |
| ----------------------------------------------- | --------------- | ------------ | ------------ | --------------------- | ----- | ----- |
| 1re                                             | Stéphane Mazars |              | LREM         | Stéphane Mazars       |       | LREM  |
| 2e                                              | Anne Blanc*     |              | LREM         | Laurent Alexandre     |       | LFI   |
| 3e                                              | Siège vacant    | Siège vacant | Siège vacant | Jean-François Rousset |       | LREM  |
| * député sortant ne se représentant pas en 2022 |                 |              |              |                       |       |       |

Le siège de la troisième circonscription est vacant à la suite de la démission de Sébastien David.

### Résultats à l'échelle du département

#### Résultats par coalition
| Parti et coalition                                           | Parti et coalition                                           | Parti et coalition             | Premier tour | Premier tour | Premier tour | Second tour   | Second tour   | Second tour | Total Sièges  | +/-           |  |
| Parti et coalition                                           | Parti et coalition                                           | Parti et coalition             | Voix         | %            | Sièges       | Voix          | %             | Sièges      | Total Sièges  | +/-           |  |
| ------------------------------------------------------------ | ------------------------------------------------------------ | ------------------------------ | ------------ | ------------ | ------------ | ------------- | ------------- | ----------- | ------------- | ------------- |  |
|                                                              |                                                              | La République en marche (LREM) | 27 322       | 23,14        | 0            | 41 972        | 39,84         | 2           | 2             | en stagnation |  |
|                                                              | Parti radical (PRV)                                          | 8 568                          | 7,26         | 0            | 16 675       | 15,83         | 0             | 0           | Nv            |               |  |
| Total Ensemble (ENS)                                         | Total Ensemble (ENS)                                         | 35 890                         | 30,40        | 0            | 58 647       | 55,67         | 2             | 2           | en stagnation |               |  |
|                                                              |                                                              | La France insoumise (LFI)      | 21 028       | 17,81        | 0            | 33 595        | 31,89         | 1           | 1             | 1             |  |
|                                                              | Europe Écologie Les Verts (EELV)                             | 8 923                          | 7,56         | 0            | 13 113       | 12,45         | 0             | 0           | en stagnation |               |  |
| Total Nouvelle Union populaire écologique et sociale (NUPES) | Total Nouvelle Union populaire écologique et sociale (NUPES) | 29 951                         | 25,37        | 0            | 46 708       | 44,33         | 1             | 1           | 1             |               |  |
|                                                              |                                                              | Les Républicains (LR)          | 18 161       | 15,38        | 0            |               |               |             | 0             | 1             |  |
| Total Union de la droite et du centre (UDC)                  | Total Union de la droite et du centre (UDC)                  | 18 161                         | 15,38        | 0            | 0            | 1             |               |             |               |               |  |
|                                                              | Rassemblement national (RN)                                  | Rassemblement national (RN)    | 16 273       | 13,78        | 0            | 0             | en stagnation |             |               |               |  |
|                                                              | Résistons (RES)                                              | Résistons (RES)                | 5 614        | 4,75         | 0            | 0             | Nv            |             |               |               |  |
|                                                              |                                                              | Reconquête (REC)               | 2 508        | 2,12         | 0            | 0             | Nv            |             |               |               |  |
|                                                              | Via, la voie du peuple (VIA)                                 | 1 409                          | 1,19         | 0            | 0            | Nv            |               |             |               |               |  |
| Total Reconquête et alliés (REC)                             | Total Reconquête et alliés (REC)                             | 3 917                          | 3,32         | 0            | 0            | Nv            |               |             |               |               |  |
|                                                              | Parti radical de gauche (PRG)                                | Parti radical de gauche (PRG)  | 3 835        | 3,25         | 0            | 0             | Nv            |             |               |               |  |
|                                                              | Écologie au centre (ÉAC)                                     | Écologie au centre (ÉAC)       | 1 680        | 1,42         | 0            | 0             | Nv            |             |               |               |  |
|                                                              |                                                              | Les Patriotes (LP)             | 753          | 0,64         | 0            | 0             | Nv            |             |               |               |  |
|                                                              | Debout la France (DLF)                                       | 487                            | 0,41         | 0            | 0            | en stagnation |               |             |               |               |  |
| Total Union pour la France (UPF)                             | Total Union pour la France (UPF)                             | 1 240                          | 1,05         | 0            | 0            | en stagnation |               |             |               |               |  |
|                                                              | Lutte ouvrière (LO)                                          | Lutte ouvrière (LO)            | 1 054        | 0,89         | 0            | 0             | en stagnation |             |               |               |  |
|                                                              | Parti animaliste (PA)                                        | Parti animaliste (PA)          | 432          | 0,37         | 0            | 0             | Nv            |             |               |               |  |
|                                                              | Parti pirate (PP)                                            | Parti pirate (PP)              | 18           | 0,02         | 0            | 0             | Nv            |             |               |               |  |
|                                                              | Décroissance Élections (DÉ)                                  | Décroissance Élections (DÉ)    | 1            | 0,00         | 0            | 0             | en stagnation |             |               |               |  |
|                                                              |                                                              |                                |              |              |              |               |               |             |               |               |  |
| Suffrages exprimés                                           | Suffrages exprimés                                           | Suffrages exprimés             | 118 066      | 97,11        |              | 105 355       | 90,22         |             |               |               |  |
| Votes blancs                                                 | Votes blancs                                                 | Votes blancs                   | 2 357        | 1,94         | 7 372        | 6,31          |               |             |               |               |  |
| Votes nuls                                                   | Votes nuls                                                   | Votes nuls                     | 1 159        | 0,95         | 4 050        | 3,47          |               |             |               |               |  |
| Total                                                        | Total                                                        | Total                          | 121 582      | 100          | 0            | 116 777       | 100           | 3           | 3             | en stagnation |  |
| Abstentions                                                  | Abstentions                                                  | Abstentions                    | 98 220       | 44,69        |              | 103 034       | 46,87         |             |               |               |  |
| Inscrits/Participation                                       | Inscrits/Participation                                       | Inscrits/Participation         | 219 802      | 55,31        | 219 811      | 53,13         |               |             |               |               |  |

#### Résultats par nuance
| Nuance                 | Nuance                                         | Nuance                 | Premier tour | Premier tour | Premier tour | Second tour | Second tour   | Second tour | Total Sièges | +/-           |  |
| Nuance                 | Nuance                                         | Nuance                 | Voix         | %            | Sièges       | Voix        | %             | Sièges      | Total Sièges | +/-           |  |
| ---------------------- | ---------------------------------------------- | ---------------------- | ------------ | ------------ | ------------ | ----------- | ------------- | ----------- | ------------ | ------------- |  |
|                        | Ensemble !                                     | ENS                    | 35 890       | 30,40        | 0            | 58 647      | 55,67         | 2           | 2            | en stagnation |  |
|                        | Nouvelle Union populaire écologique et sociale | NUP                    | 29 951       | 25,37        | 0            | 46 708      | 44,33         | 1           | 1            | 1             |  |
|                        | Les Républicains                               | LR                     | 18 161       | 15,38        | 0            |             |               |             | 0            | 1             |  |
|                        | Rassemblement national                         | RN                     | 16 273       | 13,78        | 0            | 0           | en stagnation |             |              |               |  |
|                        | Divers droite                                  | DVD                    | 5 614        | 4,75         | 0            | 0           | Nv            |             |              |               |  |
|                        | Reconquête                                     | REC                    | 3 917        | 3,32         | 0            | 0           | Nv            |             |              |               |  |
|                        | Parti radical de gauche                        | RDG                    | 3 835        | 3,25         | 0            | 0           | Nv            |             |              |               |  |
|                        | Ecologistes                                    | ECO                    | 2 113        | 1,79         | 0            | 0           | en stagnation |             |              |               |  |
|                        | Droite souverainiste                           | DSV                    | 1 240        | 1,05         | 0            | 0           | en stagnation |             |              |               |  |
|                        | Divers extrême gauche                          | DXG                    | 1 054        | 0,89         | 0            | 0           | en stagnation |             |              |               |  |
|                        | Divers gauche                                  | DVG                    | 18           | 0,02         | 0            | 0           | en stagnation |             |              |               |  |
|                        |                                                |                        |              |              |              |             |               |             |              |               |  |
| Suffrages exprimés     | Suffrages exprimés                             | Suffrages exprimés     | 118 066      | 97,11        |              | 105 355     | 90,22         |             |              |               |  |
| Votes blancs           | Votes blancs                                   | Votes blancs           | 2 357        | 1,94         | 7 372        | 6,31        |               |             |              |               |  |
| Votes nuls             | Votes nuls                                     | Votes nuls             | 1 159        | 0,95         | 4 050        | 3,47        |               |             |              |               |  |
| Total                  | Total                                          | Total                  | 121 582      | 100          | 0            | 116 777     | 100           | 3           | 3            | en stagnation |  |
| Abstentions            | Abstentions                                    | Abstentions            | 98 220       | 44,69        |              | 103 034     | 46,87         |             |              |               |  |
| Inscrits/Participation | Inscrits/Participation                         | Inscrits/Participation | 219 802      | 55,31        | 219 811      | 53,13       |               |             |              |               |  |

### Cartes

Nuance politique des candidats arrivés en tête dans chaque commune au 1er tour.
Nuance politique des candidats arrivés en tête dans chaque commune au 2e tour.

### Résultats par circonscription

#### Première circonscription
Député sortant : Stéphane Mazars (La République en marche).
| Candidat                 | Candidat                 | Parti et coalition       | Nuance                   | Premier tour | Premier tour | Second tour | Second tour |
| Candidat                 | Candidat                 | Parti et coalition       | Nuance                   | Voix         | %            | Voix        | %           |
| ------------------------ | ------------------------ | ------------------------ | ------------------------ | ------------ | ------------ | ----------- | ----------- |
|                          | Stéphane Mazars          | LREM (ENS)               | ENS                      | 17 580       | 42,46        | 23 138      | 63,83       |
|                          | Léon Thébault            | EÉLV (NUPES)             | NUP                      | 8 923        | 21,55        | 13 113      | 36,17       |
|                          | Magali Bessaou           | LR (UDC)                 | LR                       | 5 436        | 13,13        |             |             |
|                          | Julia Plane              | RN                       | RN                       | 5 391        | 13,02        |             |             |
|                          | Godefroy Bès de Berc     | VIA                      | REC                      | 1 409        | 3,40         |             |             |
|                          | Antoine Da Cruz          | RES                      | DVD                      | 1 405        | 3,39         |             |             |
|                          | Jean-Philippe Armet      | DLF (UPF)                | DSV                      | 487          | 1,18         |             |             |
|                          | Marie-Françoise Dumay    | PA                       | ECO                      | 432          | 1,04         |             |             |
|                          | Arlette Saint-Avit       | LO                       | DXG                      | 343          | 0,83         |             |             |
|                          |                          |                          |                          |              |              |             |             |
| Votes valides            | Votes valides            | Votes valides            | Votes valides            | 41 406       | 97,57        | 36 251      | 91,34       |
| Votes blancs             | Votes blancs             | Votes blancs             | Votes blancs             | 708          | 1,67         | 2 328       | 5,87        |
| Votes nuls               | Votes nuls               | Votes nuls               | Votes nuls               | 323          | 0,76         | 1 110       | 2,80        |
| Total                    | Total                    | Total                    | Total                    | 42 437       | 100          | 39 689      | 100         |
| Abstention               | Abstention               | Abstention               | Abstention               | 35 694       | 45,68        | 38 450      | 49,21       |
| Inscrits / participation | Inscrits / participation | Inscrits / participation | Inscrits / participation | 78 131       | 54,32        | 78 139      | 50,79       |

#### Deuxième circonscription
Députée sortante : Anne Blanc (La République en marche).
| Candidat                 | Candidat                 | Parti et coalition       | Nuance                   | Premier tour | Premier tour | Second tour | Second tour |
| Candidat                 | Candidat                 | Parti et coalition       | Nuance                   | Voix         | %            | Voix        | %           |
| ------------------------ | ------------------------ | ------------------------ | ------------------------ | ------------ | ------------ | ----------- | ----------- |
|                          | Laurent Alexandre        | LFI (NUPES)              | NUP                      | 10 534       | 27,78        | 17 354      | 51,00       |
|                          | Samuel Deguara           | PRV (ENS)                | ENS                      | 8 568        | 22,60        | 16 675      | 49,00       |
|                          | André At                 | LR (UDC)                 | LR                       | 5 907        | 15,58        |             |             |
|                          | Bruno Leleu              | RN                       | RN                       | 4 865        | 12,83        |             |             |
|                          | Éric Cantournet          | PRG                      | RDG                      | 3 835        | 10,11        |             |             |
|                          | Florian Barthe           | RES                      | DVD                      | 1 300        | 3,43         |             |             |
|                          | Dominique Duval          | REC                      | REC                      | 1 208        | 3,19         |             |             |
|                          | Jean-Luc Vidal           | LP (UPF)                 | DSV                      | 753          | 1,99         |             |             |
|                          | Myriam Cassarini         | EAC                      | ECO                      | 710          | 1,87         |             |             |
|                          | Lucile El Hedri          | LO                       | DXG                      | 220          | 0,58         |             |             |
|                          | Dominique Clergue        | PP                       | DVG                      | 18           | 0,05         |             |             |
|                          |                          |                          |                          |              |              |             |             |
| Votes valides            | Votes valides            | Votes valides            | Votes valides            | 37 918       | 97,32        | 34 029      | 90,25       |
| Votes blancs             | Votes blancs             | Votes blancs             | Votes blancs             | 693          | 1,78         | 2 293       | 6,08        |
| Votes nuls               | Votes nuls               | Votes nuls               | Votes nuls               | 353          | 0,91         | 1 385       | 3,67        |
| Total                    | Total                    | Total                    | Total                    | 38 964       | 100          | 37 707      | 100         |
| Abstention               | Abstention               | Abstention               | Abstention               | 30 194       | 43,66        | 31 447      | 45,47       |
| Inscrits / participation | Inscrits / participation | Inscrits / participation | Inscrits / participation | 69 158       | 56,34        | 69 154      | 54,53       |

#### Troisième circonscription
Siège vacant à la suite de la démission de Sébastien David (Les Républicains).
| Candidat                 | Candidat                 | Parti et coalition       | Nuance                   | Premier tour | Premier tour | Second tour | Second tour |
| Candidat                 | Candidat                 | Parti et coalition       | Nuance                   | Voix         | %            | Voix        | %           |
| ------------------------ | ------------------------ | ------------------------ | ------------------------ | ------------ | ------------ | ----------- | ----------- |
|                          | Michel Rhin              | LFI (NUPES)              | NUP                      | 10 494       | 27,09        | 16 241      | 46,30       |
|                          | Jean-François Rousset    | LREM (ENS)               | ENS                      | 9 742        | 25,14        | 18 834      | 53,70       |
|                          | Christophe Saint-Pierre  | LR (UDC)                 | LR                       | 6 818        | 17,60        |             |             |
|                          | Jean-Christophe Cazorla  | RN                       | RN                       | 6 017        | 15,53        |             |             |
|                          | Jean-Marie Daures        | RES                      | DVD                      | 2 909        | 7,51         |             |             |
|                          | Lysiane Tendil           | REC                      | REC                      | 1 300        | 3,36         |             |             |
|                          | Patrice Miran            | EAC                      | ECO                      | 970          | 2,50         |             |             |
|                          | Bernard Combes           | LO                       | DXG                      | 491          | 1,27         |             |             |
|                          | Thierry Noël             | DÉ                       | ECO                      | 1            | 0,00         |             |             |
|                          |                          |                          |                          |              |              |             |             |
| Votes valides            | Votes valides            | Votes valides            | Votes valides            | 38 742       | 96,42        | 35 075      | 89,07       |
| Votes blancs             | Votes blancs             | Votes blancs             | Votes blancs             | 956          | 2,38         | 2 751       | 6,99        |
| Votes nuls               | Votes nuls               | Votes nuls               | Votes nuls               | 483          | 1,20         | 1 555       | 3,95        |
| Total                    | Total                    | Total                    | Total                    | 40 181       | 100          | 39 381      | 100         |
| Abstention               | Abstention               | Abstention               | Abstention               | 32 332       | 44,59        | 33 137      | 45,69       |
| Inscrits / participation | Inscrits / participation | Inscrits / participation | Inscrits / participation | 72 513       | 55,41        | 72 518      | 54,31       |